# Sejm Rzeczypospolitej Polskiej V kadencji (2005–2007)
Sejm V kadencji – skład Sejmu V kadencji wyłoniony został w wyborach do Sejmu i Senatu przeprowadzonych 25 IX 2005.

## Kadencja Sejmu
Kadencja Sejmu rozpoczęła się z dniem zwołania przez Prezydenta RP pierwszego posiedzenia Sejmu wyznaczonego na 19 października 2005, a upłynęła w przeddzień pierwszego posiedzenia następnej izby 4 listopada 2007.

## Posiedzenia Sejmu
Terminarz posiedzeń Sejmu
1. posiedzenie: 19 X, 26 X, 3 XI 2005
2. posiedzenie: 9 XI, 10 XI 2005
3. posiedzenie: 23 XI, 24 XI 2005
4. posiedzenie: 7 XII, 8 XII, 9 XII 2005
5. posiedzenie: 14 XII, 15 XII, 16 XII 2005
6. posiedzenie: 28 XII, 29 XII 2005
7. posiedzenie: 11 I, 12 I 2006 r.
8. posiedzenie: 14 I 2006 r.
9. posiedzenie: 24 I, 25 I, 26 I, 27 I 2006
10. posiedzenie: 15 II, 16 II, 17 II 2006
11. posiedzenie: 22 II, 23 II, 24 II 2006
12. posiedzenie: 8 II, 9 II, 10 II 2006
13. posiedzenie: 14 III, 15 III 2006
14. posiedzenie: 22 III, 23 III, 24 III 2006
15. posiedzenie: 4 IV, 5 IV, 6 IV, 7 IV 2006
16. posiedzenie: 25 IV, 26 IV, 27 IV 2006
17. posiedzenie: 9 V, 10 V, 11 V, 12 V 2006
18. posiedzenie: 23 V, 24 V 2006
19. posiedzenie: 7 VI, 8 VI 2006
20. posiedzenie: 21 VI, 22 VI i 23 VI 2006
21. posiedzenie: 12 VII, 13 VII, 14 VII 2006
22. posiedzenie: 18 VII, 19 VII, 20 VII, 21 VII, 22 VII 2006
23. posiedzenie: 22 VIII, 23 VIII, 24 VIII, 25 VIII 2006
24. posiedzenie: 6 IX, 7 IX, 8 IX 2006
25. posiedzenie: 20 IX, 21 IX, 22 IX 2006
26. posiedzenie: 10 X, 11 X, 12 X, 17 X, 18 X 2006
27. posiedzenie: 25 X, 26 X, 27 X 2006
28. posiedzenie: 14 XI, 15 XI, 16 XI, 17 XI 2006
29. posiedzenie: 5 XII, 6 XII, 7 XII, 8 XII 2006
30. posiedzenie: 12 XII, 13 XII, 14 XII, 15 XII 2006
31. posiedzenie: 15 XII 2006
32. posiedzenie: 10 I, 11 I, 12 I 2007
33. posiedzenie: 24 I, 25 I, 26 I 2007
34. posiedzenie: 14 II, 15 II, 16 II 2007
35. posiedzenie: 28 II, 1 III, 2 III 2007
36. posiedzenie: 7 III 2007
37. posiedzenie: 14 III, 15 III, 16 III 2007
38. posiedzenie: 28 III, 29 III, 30 III 2007
39. posiedzenie: 11 IV, 12 IV i 13 IV 2007
40. posiedzenie: 24 V, 25 V, 26 V, 27 V 2007
41. posiedzenie: 8 V, 9 V, 10 V, 11 V 2007
42. posiedzenie: 22 V, 23 V, 24 V 2007
43. posiedzenie: 12 VI, 13 VI, 14 VI, 15 VI 2007
44. posiedzenie: 27 VI, 28 VI, 29 VI 2007
45. posiedzenie: 4 VII, 5 VII, 6 VII, 10 VII 2007
46. posiedzenie: 22 VIII, 23 VIII, 24 VIII, 28 VIII, 4 IX 2007
47. posiedzenie: 5 IX, 6 IX, 7 IX 2007
48. posiedzenie: 19 IX 2007

## Marszałek Senior
Obowiązki Marszałka Seniora do chwili podjęcia uchwały o wyborze Marszałka Sejmu pełnił poseł Józef Zych (PSL) od 19 do 26 października 2005.

## Prezydium Sejmu (marszałek i wicemarszałkowie)
- Marszałek Sejmu:
  - Marek Jurek (PiS, Prawica Rzeczypospolitej) od 26 października 2005 do 27 kwietnia 2007
  - p.o. Genowefa Wiśniowska w dniu 27 kwietnia 2007
  - Ludwik Dorn (PiS) od 27 kwietnia 2007
- Wicemarszałkowie Sejmu
  - Bronisław Komorowski (PO) od 26 października 2005
  - Wojciech Olejniczak (SLD) od 26 października 2005
  - Jarosław Kalinowski (PSL) od 26 października 2005
  - Andrzej Lepper (Samoobrona RP) od 26 października 2005 do 9 maja 2006
  - Marek Kotlinowski (LPR) od 26 października 2005 do 27 października 2006
  - Genowefa Wiśniowska (Samoobrona RP) od 9 maja 2006
  - Janusz Dobrosz (LPR) od 16 listopada 2006

## Kluby parlamentarne
- Przewodniczący Klubów Parlamentarnych
  - PiS – Przemysław Gosiewski od 19 października 2005 do 19 lipca 2006
  - PiS – Marek Kuchciński od 19 lipca 2006
  - PO – Donald Tusk od 19 października 2005 do 5 grudnia 2006
  - PO – Bogdan Zdrojewski od 5 grudnia 2006
  - Samoobrona RP – Andrzej Lepper od 19 października 2005 do 26 października 2005
  - Samoobrona RP – Genowefa Wiśniowska – p.o. przewodniczącego od 26 października 2005 do 9 maja 2006
  - Samoobrona RP – Krzysztof Filipek – p.o. przewodniczącego od 9 maja 2006 do 30 października 2006
  - Samoobrona RP – Krzysztof Sikora – p.o. przewodniczącego od 30 października 2006
  - SLD – Wojciech Olejniczak od 19 października 2005 do 26 października 2006
  - SLD – Jerzy Szmajdziński od 26 października 2006
  - LPR – Roman Giertych od 19 października 2005 do 24 maja 2006
  - LPR – Janusz Dobrosz od 24 maja 2006 do 19 listopada 2006
  - LPR – Mirosław Orzechowski od 19 listopada 2006 do 10 lipca 2007
  - LPR – Szymon Pawłowski od 10 lipca 2007
  - PSL – Waldemar Pawlak od 19 października 2005
  - RLN – Jan Bestry od 22 września 2006 do 27 października 2006
  - RLN – Józef Cepil od 27 października 2006 do 15 listopada 2006
  - RLN – Krzysztof Szyga od 15 listopada 2006 do 1 grudnia 2006

## Sejmowe komisje śledcze
- komisja śledcza ds. banków i nadzoru bankowego powołana uchwałą z marca 2006

## Prace Sejmu
- 26 X 2005 – wybór Marszałka Sejmu Marka Jurka
- 10 XI 2005 – exposé i wotum zaufania dla rządu Marcinkiewicza
- 23 XII 2005 – Sejm i Senat, obradujący jako Zgromadzenie Narodowe, przyjęły przysięgę złożoną przez Prezydenta RP Lecha Kaczyńskiego
- styczeń 2006 – wybór Janusza Kochanowskiego na Rzecznika Praw Obywatelskich
- 19 III 2006 – uchwała powołująca sejmową komisję śledczą tzw. komisję bankową (uchwała zakwestionowana przez Trybunał Konstytucyjny we wrześniu 2006)
- kwiecień 2006 – wybór Rzecznika Praw Dziecka
- 19 VII 2006 – exposé i wotum zaufania dla rządu Jarosława Kaczyńskiego
- 9 I 2007 – wybór Sławomira Skrzypka na Prezesa NBP
- 27 IV 2007 – odwołanie Marka Jurka i powołanie na urząd Marszałka Sejmu Ludwika Dorna
- 7 IX 2007 – podjęcie głosami klubów PO, PiS, SLD, PSL oraz koła RLN uchwały skracającej kadencję Sejmu

## Ważniejsze ustawy
- grudzień 2005 – uchwalenie ustawy wprowadzającej dodatek do świadczeń rodzinnych za urodzenie żywego dziecka tzw. becikowe[2];
- grudzień 2005 – uchwalenie ustawy skracającej kadencję Krajowej Rady Radiofonii i Telewizji (zakwestionowana wyrokiem Trybunału Konstytucyjnego z marca 2006 roku)
- maj 2006 – uchwalenie ustawy powołującej Centralne Biuro Antykorupcyjne[3];
- czerwiec 2006 – uchwalenie ustaw powołujących SKW i SWW i likwidujących WSI
- 8 IX 2006 – uchwalenie ustawy o zmianie Konstytucji RP[4];
- 18 X 2006 – uchwalenie ustawy regulującej kwestie lustracji oraz jej nowelizacja z 14 II 2007 (uchylone w części wyrokiem Trybunału Konstytucyjnego z 11 V 2007)
- 16 XI 2006 – uchwalenie ustaw wprowadzających postępowanie przyspieszone w procedurze karnej (tzw. sądy 24-godzinne)
- 7 IX 2007 – uchwalenie ustaw powiązanych z organizacją Mistrzostw Europy w piłce nożnej w czerwcu i lipcu 2012[5];